# Șîroke, Orihiv
Șîroke (în ucraineană Широке) este un sat în comuna Omelnîk din raionul Orihiv, regiunea Zaporijjea, Ucraina.

## Demografie
Componența lingvistică a localității Șîroke
     Ucraineană (92,56%)
     Rusă (4,13%)
Conform recensământului din 2001, majoritatea populației localității Șîroke era vorbitoare de ucraineană (92,56%), existând în minoritate și vorbitori de rusă (4,13%).